# Jeremia grossedentata
Jeremia grossedentata är en insektsart som beskrevs av Ludwig Redtenbacher 1908. Jeremia grossedentata ingår i släktet Jeremia och familjen Phasmatidae. Inga underarter finns listade i Catalogue of Life.